# Station Bruyères
Station Bruyères is een spoorwegstation in de Franse gemeente Bruyères.